# جيمس فوغل
جيمس فوغل (بالإنجليزية: James Fogle) (29 سبتمبر 1936، ويسكونسن في الولايات المتحدة - 23 أغسطس 2012، مونرو في الولايات المتحدة)؛ روائي أمريكي.

## روابط خارجية
- جيمس فوغل على موقع IMDb (الإنجليزية)
- جيمس فوغل على موقع قاعدة بيانات الفيلم (الإنجليزية)